# Nederlands Bakkerij Centrum

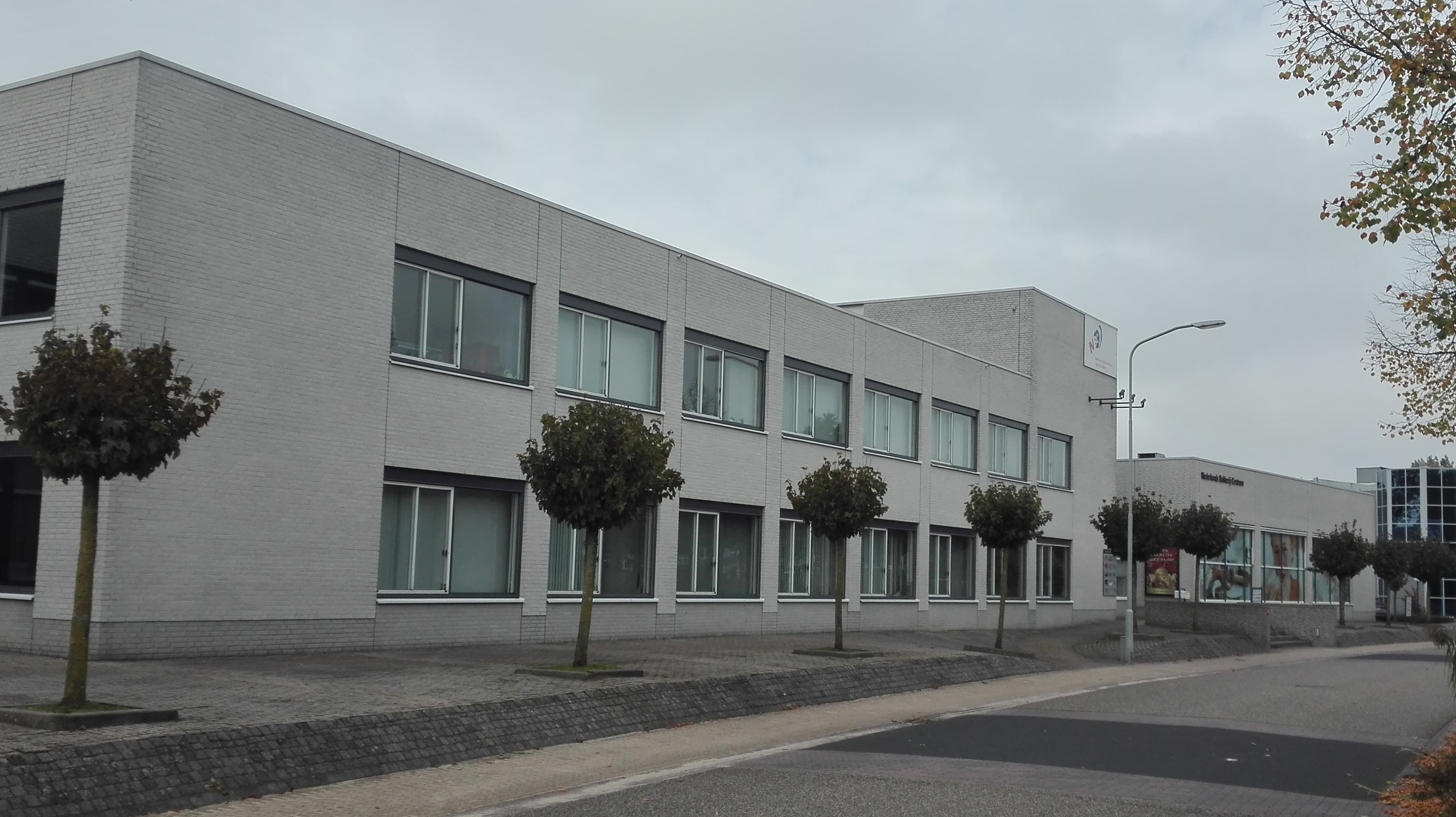
Het NBC in Wageningen

Het Nederlands Bakkerij Centrum (NBC) is een Nederlands kennis- en adviescentrum voor de bakkerijbranche, gevestigd in Wageningen.

## Activiteiten
Het Nederlands Bakkerij Centrum verzorgt collectieve activiteiten voor de bakkerijsector, als imagocampagnes en onderzoeks- en innovatieprojecten. Daarnaast heeft NBC als doelstelling dat ondernemers en winkelmedewerkers in de bakkerij over de juiste kennis beschikken betreffende technologie & sensoriek, hygiëne & wetgeving en marketing & positionering.

### Brood uit Europa – Goed Verhaal!
Van 2018 t/m 2020 verzorgt NBC voor Nederland en België de imagocampagne ‘Brood uit Europa. Goed verhaal!’. Deze campagne, opgezet met co-financiering vanuit de Europese Unie, is opgezet om het imago van brood een positieve ‘boost’ te geven en daarmee een halt toe te roepen aan de daling van het broodvolume.

### Nationaal Schoolontbijt
NBC is de initiator achter het jaarlijks georganiseerde Nationaal Schoolontbijt. Zo'n 2750 basisscholen in Nederland met een half miljoen kinderen doen er aan mee. Er wordt gezamenlijk op school ontbeten en de voordelen van een dagelijks en gezond ontbijt worden onder de aandacht gebracht door middel van een lespakket. Elk jaar heeft het Nationaal Schoolontbijt een ander thema.